# Batalla de Tsingtao
La batalla de Tsingtao consistió en el asalto aliado al puerto alemán de Tsingtao (actual Qingdao, en la península china de Shandong) en el marco de la Primera Guerra Mundial. El enfrentamiento culminó con la derrota alemana a manos de las fuerzas combinadas de Japón y el Reino Unido. Tsingtao fue la mayor batalla de la Primera Guerra Mundial librada en el frente de Extremo Oriente-Pacífico y la primera de la Historia en que se enfrentaron los ejércitos de Alemania y Japón.

## Situación previa
Desde su unificación en 1871, el Imperio alemán había caído en una espiral de militarismo y expansión territorial que pretendía situar al país entre las mayores potencias mundiales del momento, en pie de igualdad con los imperios británico y francés. Esto incluía el establecimiento de colonias en ultramar y la intervención en los asuntos internos de la debilitada China de los Qing. Tras el asesinato de dos de sus misioneros en 1897, los alemanes obligaron a los chinos a cederles la ciudad de Kiaochow, en la provincia de Shandong, durante un periodo de 99 años, una concesión similar a la que los británicos habían conseguido en los nuevos territorios de Hong Kong o los portugueses en Macao tras el final de la segunda guerra del Opio. Desde Kiaochow, los alemanes extendieron rápidamente su influencia al resto de Shandong y construyeron un importante puerto militar en Tsingtao, que se convirtió en la principal base de la Kaiserliche Marine en el Pacífico y el lugar desde donde se dirigían las colonias alemanas menores en Oceanía, como las Marianas recién adquiridas a España en 1899.
La presencia alemana en Shandong fue vista por las otras potencias europeas como una amenaza a sus intereses en China, por lo que comenzaron a capturar una serie de localidades portuarias chinas como medio para reducir la influencia alemana sobre la región. Así, los británicos conquistaron Weihaiwei, los rusos Lüshunkou (conocida en Occidente como Port Arthur) y los franceses Kwang-Chou-Wan. Los británicos también establecieron cada vez relaciones más estrechas con los japoneses, la potencia emergente en la zona. El 30 de enero de 1902 se firmó la Alianza anglo-japonesa, que establecía la cooperación militar entre ambos países. Ésta se reforzó aún más tras la victoria japonesa en la guerra contra los rusos de 1905, que expulsó a estos del mar Amarillo y dio la bienvenida a Japón dentro del club de las grandes potencias.
Tras el estallido de la Primera Guerra Mundial en agosto de 1914, los británicos solicitaron rápidamente el apoyo japonés, en virtud de los tratados de cooperación entre ambos países. El militarismo se encontraba en auge en el país y el primer ministro, Okuma Shigenobu, pensó que podría frenar las aspiraciones de los militares sobre el gobierno japonés si mantenía una estrecha relación con los británicos. Por ello, Japón lanzó el 15 de agosto un ultimátum a Alemania exigiéndole la evacuación inmediata de las aguas sino-japonesas y la entrega de Tsingtao al gobierno japonés. El 23 de agosto expiró el plazo y Japón declaró la guerra a Alemania.
La declaración de guerra llegó en un momento en que Tsingtao no estaba especialmente protegido, pues la escuadra de Maximilian von Spee había dejado el puerto para asegurar las Islas Marianas frente a una posible invasión británica y desde allí (con la excepción del SMS Emden, que había zarpado hacia el océano Índico), se había dirigido a las costas de Sudamérica, donde destruyó la obsoleta flota de Christopher Cradock en la batalla de Coronel en el sur de Chile, antes de ser ella misma destruida en un intento por capturar las Islas Malvinas.

Tsingtao 31 de octubre de 1914-7 de noviembre de 1914
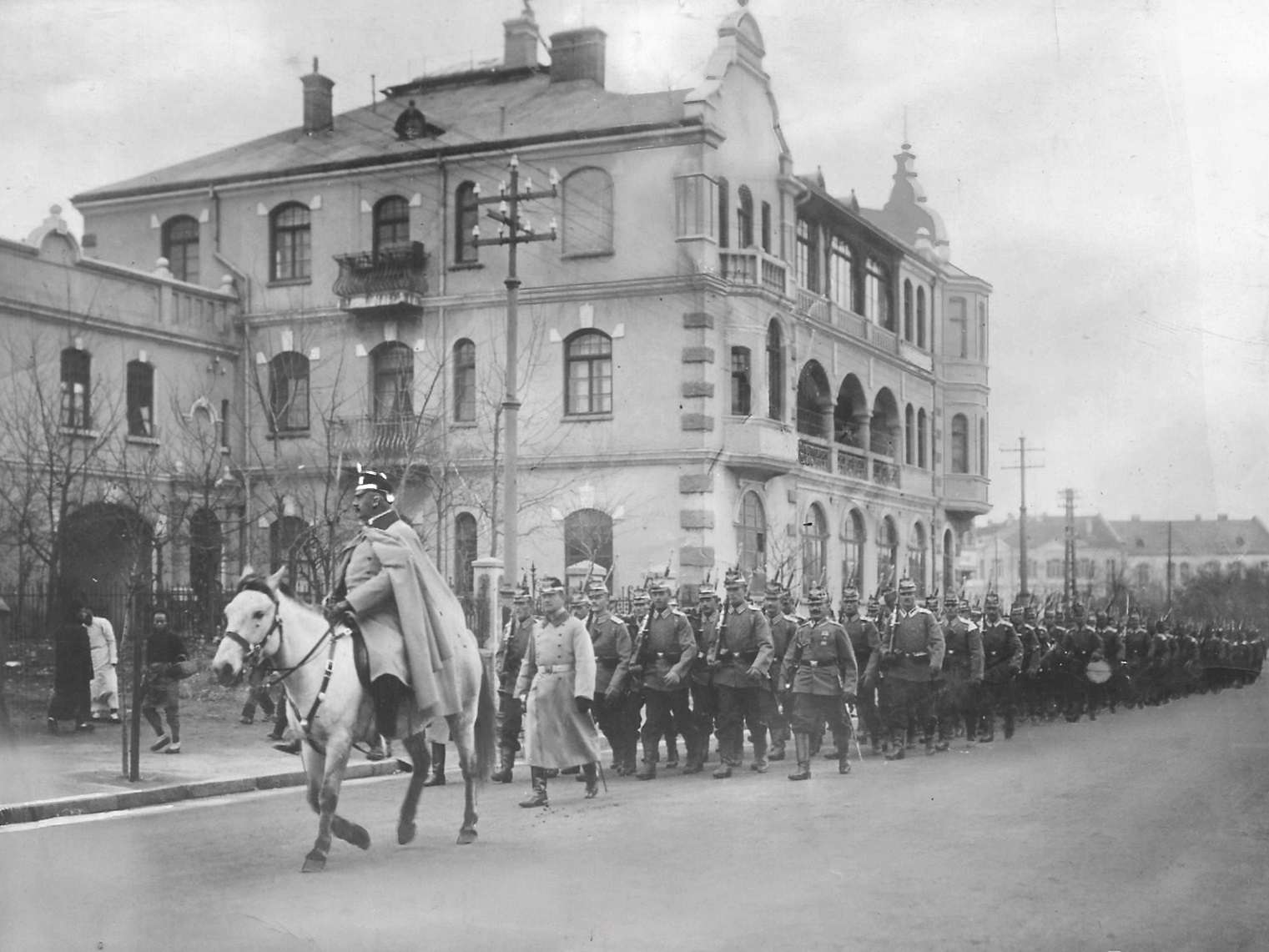
Tropas alemanas durante el asedio.
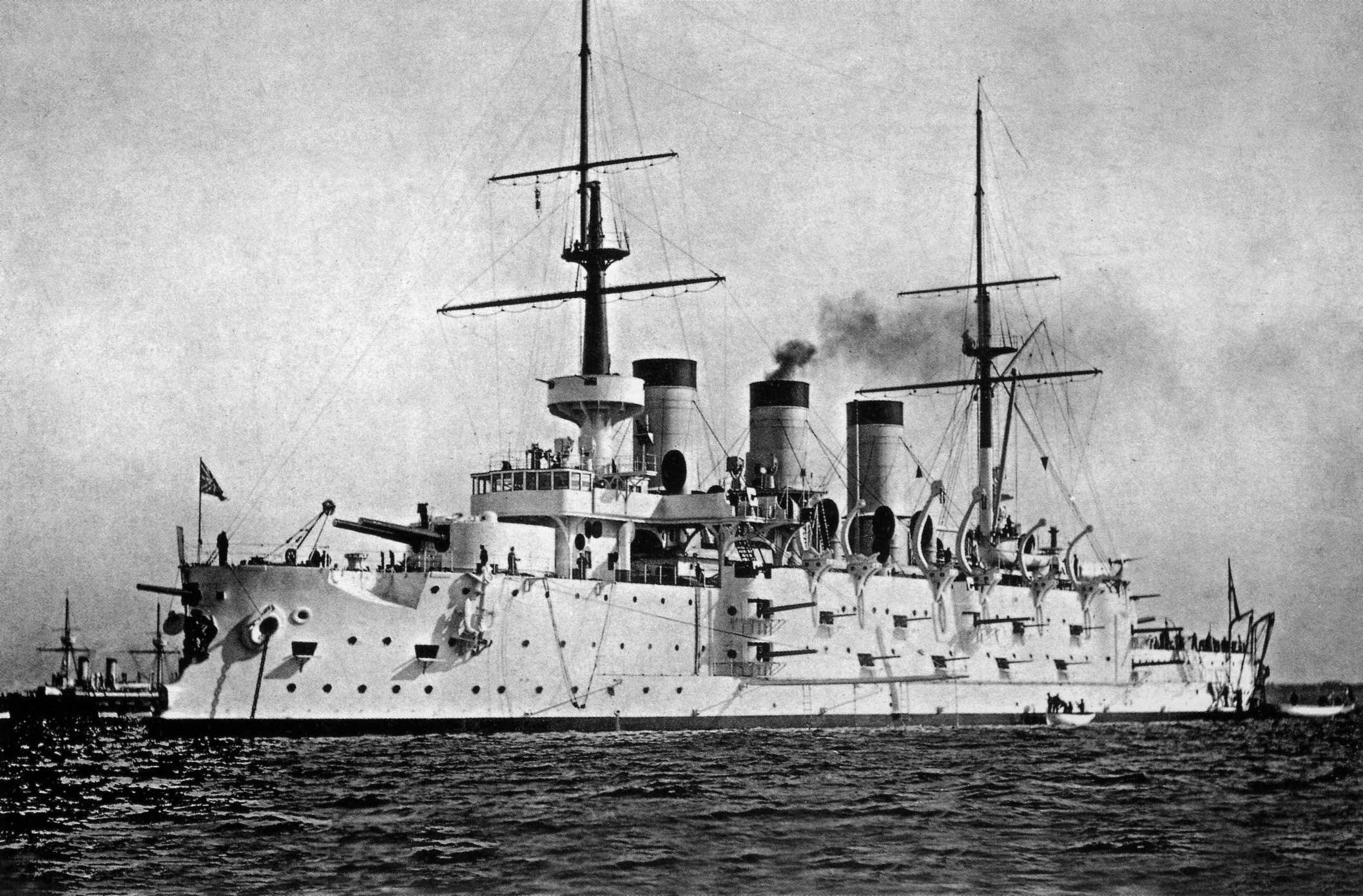
Acorazado Suwo.
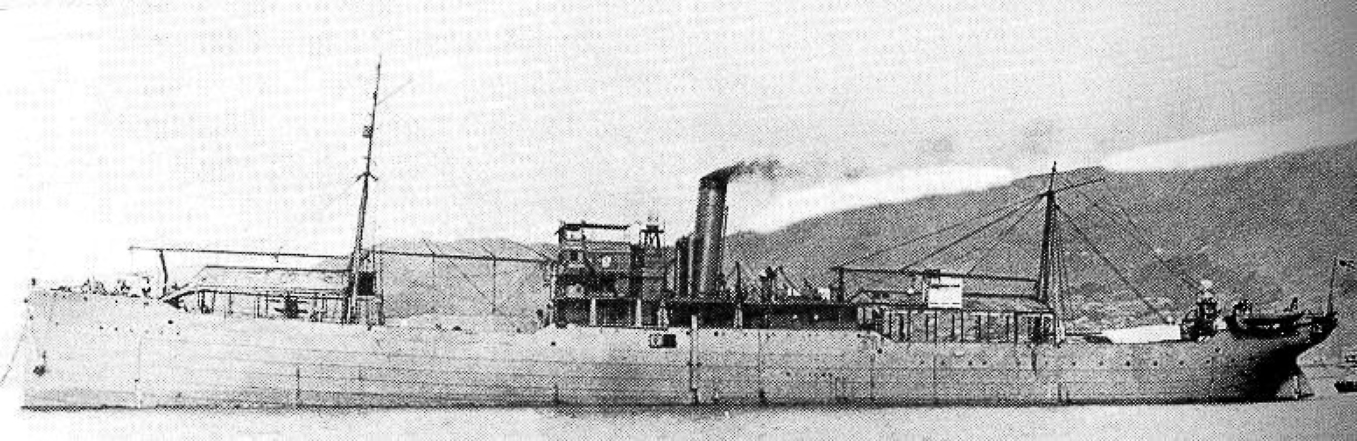
Portahidroaviones Wakamiya.
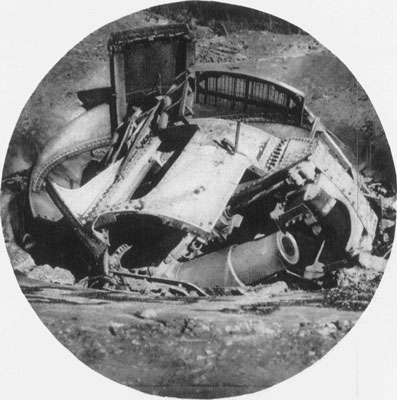
Cañón alemán del Fuerte Bismarck, destruido por el bombardeo naval japonés.
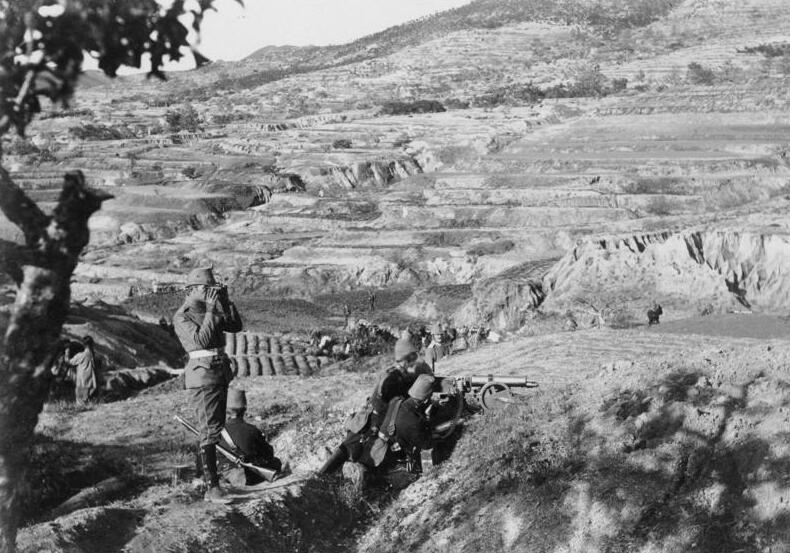
Soldados alemanes con ametralladora en el monte Bismarck.
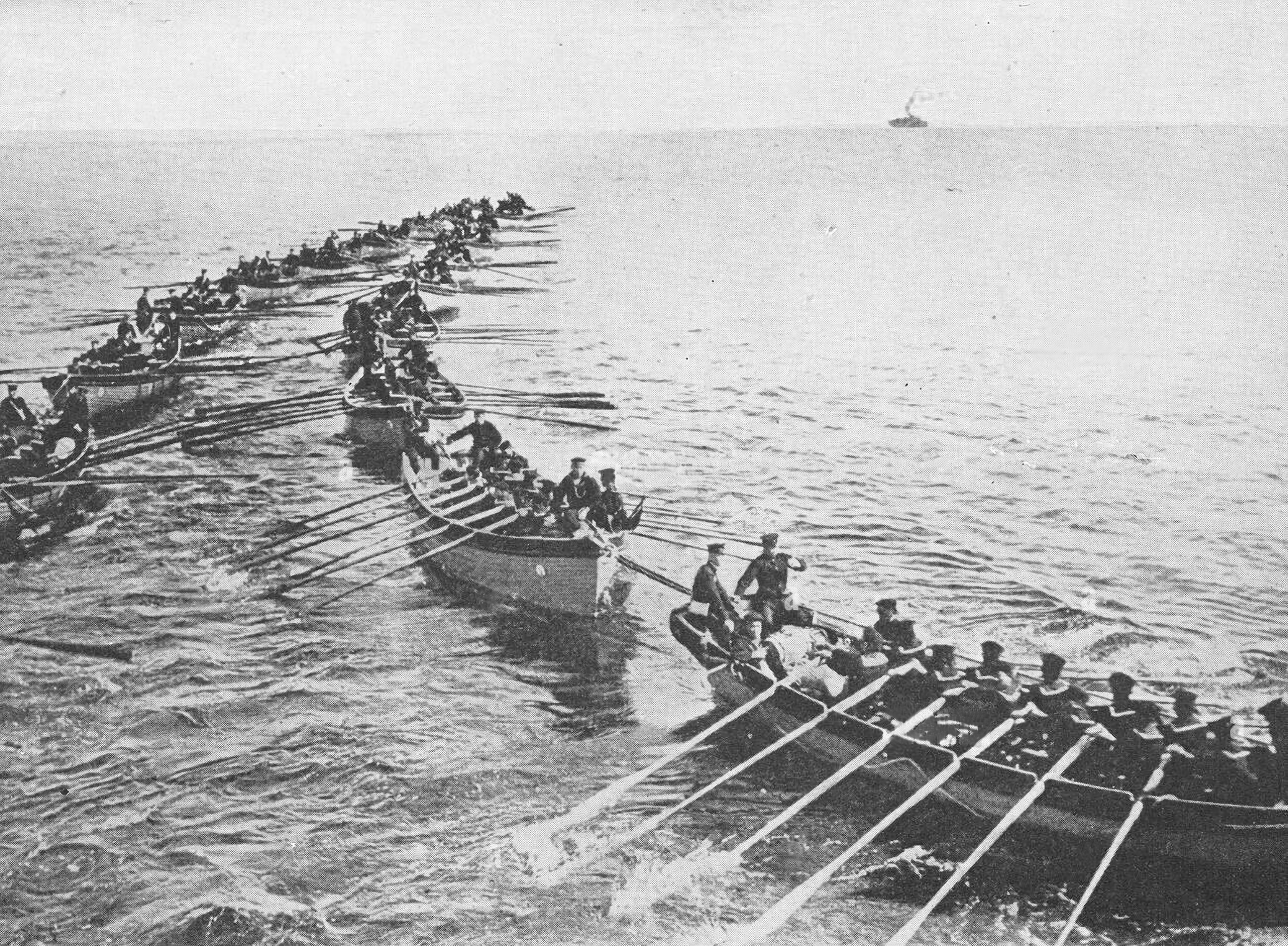
Desembarco de tropas japonesas.
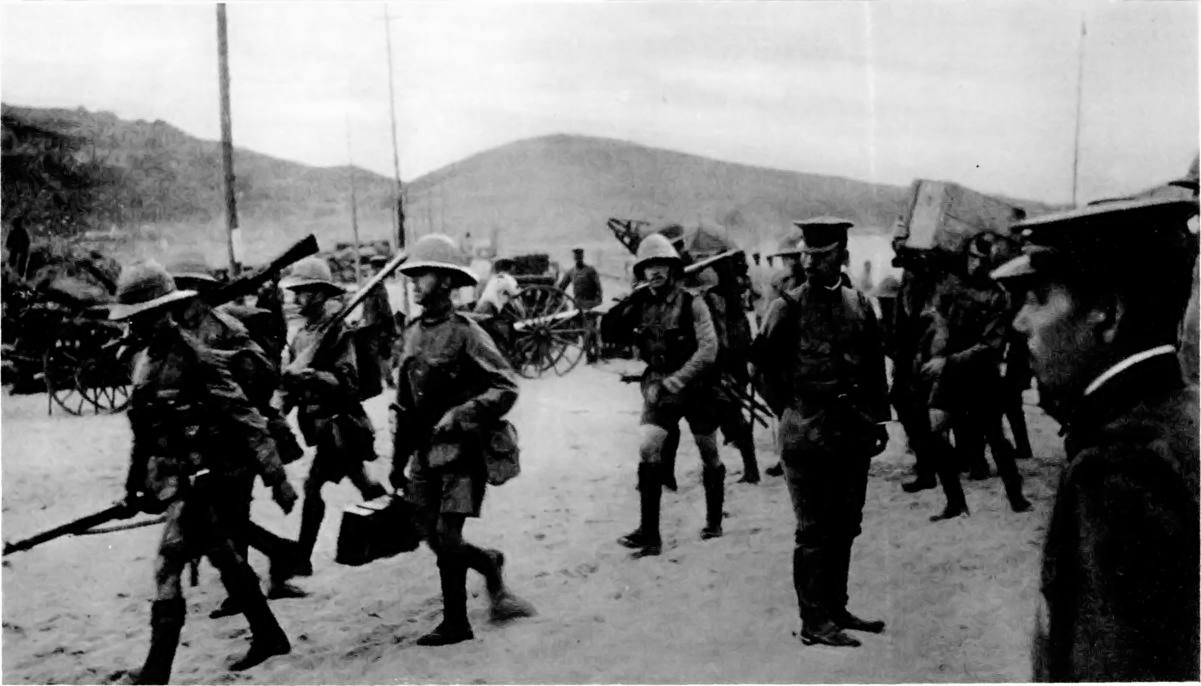
Arribo de las tropas británicas a Tsingtao.
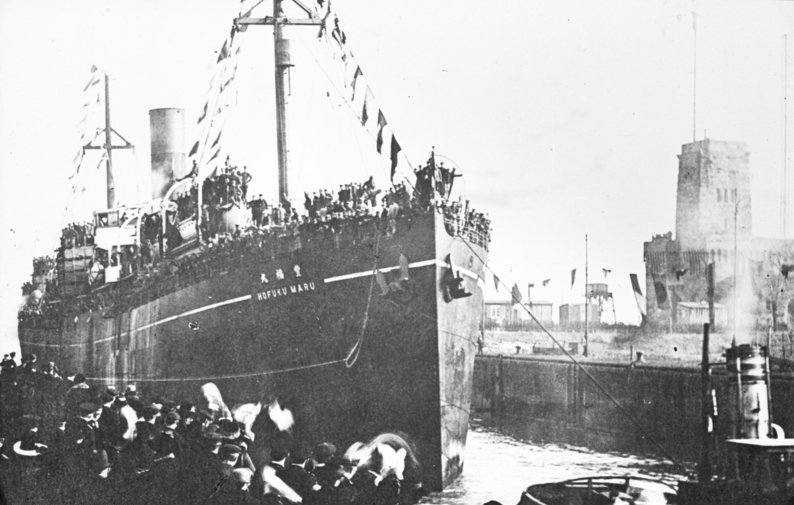
Prisioneros de guerra alemanes arribando en Wilhelmshaven, febrero de 1920.

## Movimientos de los Aliados
El primer movimiento de la Armada Imperial Japonesa consistió en el envío de una flota dirigida por el Vicealmirante Sadakichi Kato a la bahía de Jiaozhou con el fin de bloquear Tsingtao, lo cual comenzó a realizarse el 27 de agosto. En el curso de estas operaciones, la Royal Navy cedió a los japoneses el acorazado pre-dreadnought HMS Triumph y el destructor HMS Usk, con el fin de reforzar la flota japonesa, algo obsoleta en comparación con la de las grandes potencias de Europa Occidental. No obstante, los japoneses disponían en ese momento de algunos barcos modernos que también emplearon en la batalla, como el portahidroaviones Wakamiya, los acorazados dreadnought Kawachi y Settsu y el crucero de batalla Kongō.
A partir del 2 de septiembre se produjeron desembarcos de la 18.ª División de Infantería del Ejército Japonés en Lungkou y la bahía de Laoshan, ambas en la península de Shangdong y no lejos de Tsingtao. Los japoneses sumaban un total de 23000 hombres y 142 piezas de artillería; frente a ellos, el Capitán-Gobernador de Tsingtao, Alfred Meyer-Waldeck, apenas contaba con una guarnición de 3000 alemanes apoyados por menos de 1000 chinos y austrohúngaros. En el puerto permanecían algunas naves obsoletas entre las que se encontraba el crucero protegido austrohúngaro SMS Kaiserin Elizabeth, cuya tripulación luchó en tierra junto a las tropas alemanas.
Con el fin de no dejar toda la situación en manos de los japoneses (que probablemente exigirían todo tipo de concesiones en la zona si obtenían una victoria en solitario), los británicos enviaron un contingente simbólico de 1500 hombres desde Tianjin (donde se encontraban como parte de la fuerza estacionada allí desde la supresión de la Rebelión de los Bóxers), comandados por el Brigadier-General Nathaniel Walter Barnardiston.
El gobierno de China, que en esos momentos era neutral en la guerra, protestó por el uso de su territorio a manos de los ejércitos extranjeros, pero no pudo hacer otra cosa más allá de la diplomacia. Como en tiempos de la recién derrocada dinastía Qing, el país seguía siendo sumamente débil e incapaz de oponerse a las injerencias foráneas.

## Asalto a Tsingtao

### Tensa espera en las filas alemanas

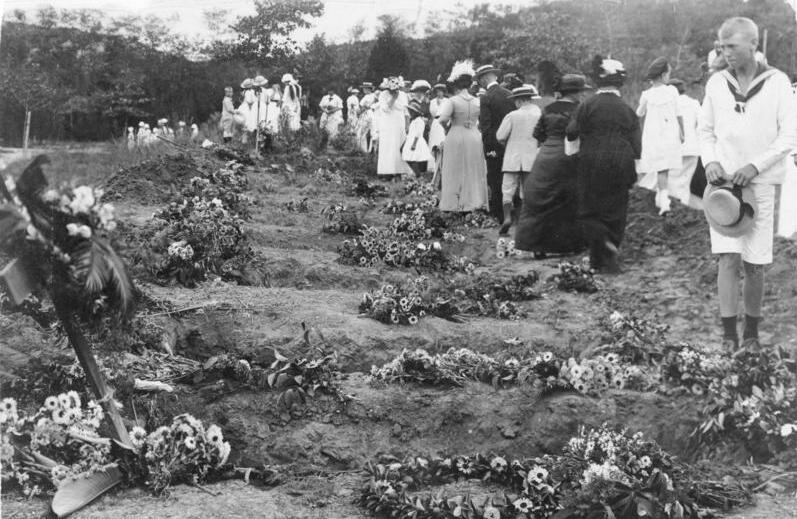
Primeros muertos de Tsingtao.

Los alemanes habían sopesado la posibilidad de emprender un ataque preventivo sobre la colonia británica de Weihawei con el fin de sorprender al enemigo, pero esto se rechazó ante la falta de hombres y, sobre todo, municiones. Dividir la guarnición con el fin de iniciar una expedición de éxito más que dudoso no habría hecho otra cosa que complicar aún más su débil situación. Además, el ejército japonés y sus tácticas de combate eran un completo misterio para los alemanes, que nunca se habían enfrentado a ellos, y no había manera de saber si en ese momento optarían por un asalto anfibio directo o un asedio convencional desde tierra. En este caso, era imprescindible saber dónde estaban desembarcando los japoneses (si es que lo hacían), cosa que evidentemente, los alemanes no podían conocer. Durante la tensa espera que siguió al bloqueo del puerto sin que se iniciasen los combates, comenzaron a proliferar todo tipo de especulaciones y rumores entre las filas alemanas, totalmente aisladas del exterior. ¿Estaría de camino la flota de Von Spee tras destruir a los británicos, y los japoneses no se atrevían a atacar con ella en las inmediaciones? ¿Habría presionado Estados Unidos a Japón para que volviese a la no-beligerancia? ¿Sería acaso cierta la historia de que un señor de la guerra chino, descontento con los ingleses, había atacado a las guarniciones  británicas en el país y puesto una fuerza de hasta 80,000 hombres al servicio de Alemania?

### Caída de la primera línea de defensa

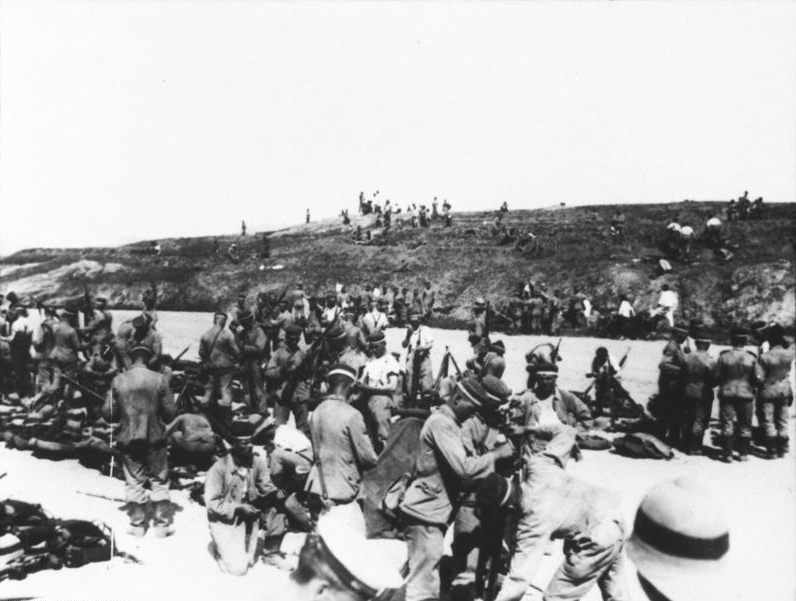
Línea defensiva alemana.

El retraso japonés al realizar el asalto se debía a dos razones: el pésimo tiempo en la zona, azotada en ese momento por las inundaciones provocadas por un tifón, y la excesiva cautela de los japoneses, que sopesaban la posibilidad de caer en una emboscada alemana de un momento a otro. El 13 de septiembre, ambos bandos se vieron por fin las caras, al producirse el asalto de un puesto de guardia alemán en Tsimo, en la frontera del protectorado, a manos de un cuerpo de la caballería japonesa. Tras una pequeña escaramuza, los alemanes abandonaron la posición y se retiraron hacia Tsingtao. Los japoneses avanzaron entonces, cortaron la línea de ferrocarril de Shangtung, y trataron seguidamente de bloquear las carreteras construidas por los alemanes, aislando de forma completa el enclave. El 18 de septiembre la flota japonesa abrió fuego contra la playa de Lao Schan y la infantería se desplegó con el fin de asegurar el control sobre Tsimo. Un nuevo enfrentamiento con otro puesto de vigilancia alemán en el paso de Hotung, esta vez más violento, dio lugar al comienzo formal del asedio.
Mayer-Waldeck decidió retirar sus fuerzas de la primera línea de defensa y concentrarlas en la segunda y tercera, con el fin de garantizar una defensa más compacta. El conocer la situación en las filas enemigas comenzó a ser entonces un problema para ambos bandos, pero gracias al uso de hidroaviones, los japoneses consiguieron una información mejor de la situación de los barcos, defensas y daños causados a los alemanes. Los dos bandos trataron así mismo de conseguir información por medio de los civiles chinos en la zona, convertidos en improvisados espías. Por lo general, estos se decantaron del bando japonés, pues estaban descontentos con la prepotencia mostrada por los alemanes desde que invadieran la zona 17 años antes. La información que brindaban a los alemanes acerca de las bajas japonesas era siempre exagerada. Es posible que estas informaciones animaran a Mayer-Waldeck a realizar un pequeño contraataque en las cercanías de Tsimo, a cargo de una pequeña fuerza de 130 hombres apoyados por 4 ametralladoras que atacó por sorpresa un puesto avanzado japonés. No obstante, los japoneses mantuvieron la calma y obligaron a los alemanes a retirarse de nuevo. Poco después llegaron a Lao Schan los refuerzos británicos.

### Batalla por la colinaPríncipe Heinrich

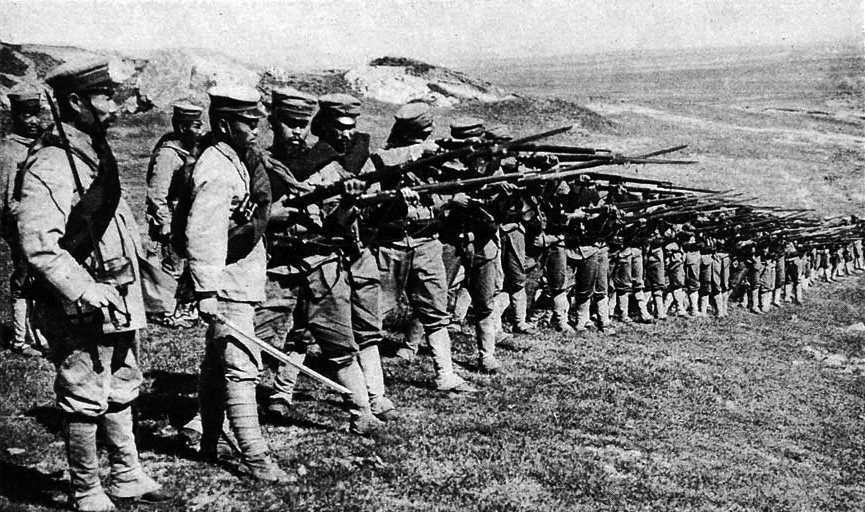
Soldados japoneses en Tsingtao.

El 26 de septiembre Kamio ordenó un avance general. Se sucedieron escaramuzas de diversa consideración en el camino, pero poco a poco los puestos alemanes de la segunda línea fueron cayendo uno tras otro, muchos de ellos sin derramamiento de sangre, simplemente abandonados por los alemanes, que se retiraban hacia la última línea de defensa. Los barcos alemanes fondeados en el puerto abrieron fuego y destruyeron un puesto japonés levantado sobre una colina; esto hizo que Kamio ordenara entonces a Kato que bombardease la flotilla enemiga.
Los días 27 y 28 de septiembre el tiempo empeoró aún más, pero los japoneses decidieron proseguir con su avance, incluso en medio de la noche. Kamio ordenó atacar entonces la pequeña fortaleza de la colina Príncipe Heinrich (última de importancia en la segunda línea de defensa), en la que los alemanes ofrecieron una resistencia más dura de la esperada. El combate, prácticamente a oscuras, se saldó con la muerte de 24 japoneses y 6 alemanes. Los 54 alemanes restantes ofrecieron entonces entregar la posición a cambio de que se les permitiese retroceder a Tsingtao, cosa que los japoneses no aceptaron, por lo que fueron hechos prisioneros por los japoneses. Por otra parte, el fuego aliado sobre los barcos alemanes obligó a estos a retirarse a su vez hacia el interior del puerto.

### Los alemanes contraatacan
Los alemanes emprendieron un nuevo contraataque el 2 de octubre, enviando 3 compañías para comprobar la situación. Una encontró una trinchera japonesa vacía, mientras que las otras fueron sorprendidas por tropas enemigas, iniciándose un combate que se saldó con 29 soldados alemanes caídos y 6 prisioneros. No obstante, los alemanes (seguramente azuzados por los falsos informes chinos) calificaron la acción como un éxito al creer que habían infringido graves bajas al enemigo. La llegada de los británicos fue interpretada erróneamente como un indicativo de que los japoneses estaban siendo sobrepasados y necesitaban refuerzos. La momentánea inutilización del Triumph, que debió retirarse de los enfrentamientos en el puerto, fue también vista como un nuevo rayo de esperanza, aunque la nave fue reparada y volvió a su puesto en poco tiempo.
El 15 de octubre se produjo la llegada de un nuevo tifón que produjo aún más inundaciones y 25 soldados japoneses murieron ahogados. No fue el único revés para los aliados: dos días más tarde, el viejo destructor alemán S90 rompió el bloqueo aliado sobre el puerto al lanzar un torpedo contra el crucero ligero Takachiho, hundiéndolo y escapando en busca de otro puerto chino en medio de la noche. Junto con el barco japonés se hundieron 253 de los 256 hombres que componían su tripulación. Sin embargo, este éxito comprometió a su vez la seguridad del puerto alemán, ya que sólo quedaban dos barcos a flote que defendiesen este: el Jaguar y el Kaiserin Elizabeth. El 22 de octubre 80 soldados alemanes dirigieron un último ataque sobre las filas japonesas, pero fueron fácilmente repelidos.

### Recrudecimiento del asedio y capitulación alemana

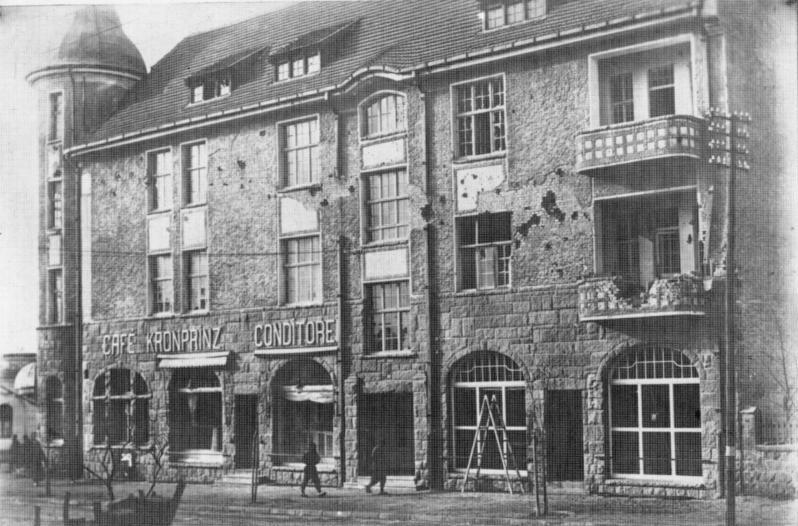
Edificio de Tsingtao, con daños en su fachada por esquirlas de un obús japonés de 280 mm.

Entre el 29 y 31 de octubre, con el temporal ya extinto, los navíos japoneses al completo iniciaron un nuevo bombardeo masivo de la fortificación alemanas, mientras que la artillería japonesa hacía lo propio desde tierra. Esto destruyó por entero las defensas alemanas. Los  proyectiles, grandes obuses de 11 pulgadas, siguieron lanzándose de forma continua tanto de día como de noche, con el fin de evitar que los sitiados pudieran realizar reparaciones de algún tipo. Protegida por el fuego de sus compañeros, la infantería japonesa cavó nuevas líneas de trinchera que cerraban cada vez más el cerco sobre Tsingtao. Tras intercambiar disparos con una patrulla de reconocimiento japonesa, Meyer-Waldeck decidió que las tripulaciones del Jaguar y el Kaiserin Elizabeth (que ya no podían hacer gran cosa en el mar) tomaran tierra y se sumasen a la defensa en las líneas.
El mando japonés ordenó entonces que cada día se avanzasen 300 metros, al término de los cuales se cavaría una nueva línea de trincheras. El amanecer del 4 de noviembre una compañía de infantería e ingenieros atacó la estación de bombeo que surtía de agua a la fortaleza y la capturó sin grandes problemas junto con 21 prisioneros. Los alemanes tuvieron que hacer uso entonces de los pozos de emergencia que había en el interior de la base para no morir de sed. Esa noche, los refuerzos británicos (que avanzaban a la par que sus aliados japoneses, pero de forma separada) se encontraron con una zona en la que el nivel freático era demasiado alto como para poder excavar trincheras. El desconcierto desatado en las filas inglesas fue aprovechado por los alemanes, que les causaron 8 muertos y 18 heridos antes de hacerlos retroceder. Este incidente provocó nuevas disputas entre los dos mandos aliados, que se acusaron mutuamente de romper la línea de avance.
No obstante, las operaciones militares prosiguieron como estaba previsto y al día siguiente se consiguió destruir la última batería alemana que quedaba operativa sobre el puerto. Para entonces buena parte de las fortificaciones alemanas estaban en ruinas y era obvio que el desenlace se acercaba. Meyer-Waldeck envió entonces su último informe a China, desde donde se retransmitió a Alemania, y esperó el asalto final que se produciría la noche del 6 de noviembre.
Tras algunas maniobras de reconocimiento de la infantería japonesa en las que se intentaba encontrar puntos débiles en la defensa alemana, las tropas aliadas se abalanzaron sobre la última línea de defensa y consiguieron romperla. Los combates se produjeron en su mayor parte en las zonas de acceso a los búnkeres que servían de último refugio a los sitiados y se redujeron en su mayor parte a cargas de bayoneta, ya que la oscuridad y lo angosto del campo de batalla impedían realizar un gran número de disparos. Incluso se produjo un combate a espada entre un capitán japonés y un teniente alemán. Para la mañana del 7 de noviembre, los británicos y japoneses ya controlaban Tsingtao. Meyer-Waldeck ordenó entonces la rendición de la plaza y las tropas que aún combatían. Las últimas bajas de la batalla las pondría la tripulación de un torpedero japonés que chocó contra una mina cuando trataba de fondear en el puerto, el 10 de noviembre.

## Consecuencias
Los sitiados perdieron 199 hombres y el resto fueron hechos prisioneros. Por su parte, los británicos tuvieron sólo 16 muertos, mientras que los japoneses fueron los peor parados con 3 naves hundidas y más de 700 caídos. Aun así, los costes fueron escasos para los vencedores si se tiene en cuenta que lo que estaban asaltando era una gran fortaleza y base naval. Durante años, los medios alemanes propagarían la falsa información de que la batalla de Tsingtao había costado cerca de 12,000 bajas a los aliados. El puerto fue cedido a los japoneses, y los barcos que todavía eran aprovechables (como el Kaiserin Elizabeth) fueron confiscados por los británicos, que los usarían en la contienda.
La caída de Tsingtao, alrededor de dos meses después de la conquista de la Nueva Guinea Alemana por fuerzas australianas, terminó con la última gran base alemana en el Pacífico. En los días siguientes se produciría la fácil ocupación de las últimas colonias alemanas en la zona como las islas Salomón, las Marianas, Carolinas, Palaos y Marshall, en su mayoría por fuerzas japonesas. Debido a esta participación, Japón fue uno de los "cinco grandes" que firmaron el Tratado de Versalles en 1919 y, ya como superpotencia, pudo anexar los territorios ocupados como colonias propias y dar rienda suelta a su expansión sobre China (a la que ya había forzado a aceptar las abusivas Veintiuna exigencias en 1915, aunque los occidentales obligaron a los japoneses a retractarse poco después) sin que ninguna potencia occidental tuviese la intención de impedírselo realmente. El expansionismo japonés, que finalmente ocasionaría la rotura de la alianza anglo-japonesa en 1921, la salida de Japón de la Sociedad de Naciones en 1933, la segunda guerra sino-japonesa (1937-1945) y la entrada de Japón en la Segunda Guerra Mundial a partir de 1941, no habría podido desarrollarse de la misma manera si Alemania hubiese podido retener Tsingtao, o si ésta hubiese caído en manos británicas de haberse mantenido Japón en la neutralidad.